# شهرک شهید بهشتی (بمپور)
شهرک شهیدبهشتی روستایی در دهستان بمپور شرقی بخش مرکزی شهرستان بمپور استان سیستان و بلوچستان ایران است.

## جمعیت
بر پایه سرشماری عمومی نفوس و مسکن در سال ۱۳۹۵ جمعیت این روستا ۸۱۴ نفر (۲۰۵خانوار) بوده‌است.